# 罗少伟
罗少伟（1918年—1950年），男，汉族，陕西汉阴人，中共党员，生前系中国人民解放军六军十六师（农十三师前身）副师长。

## 生平
1918年，罗少伟（原名罗学清）出生于陕西省汉阴县蒲溪区清明寨乡光荣村罗家沟。八岁时给地主放牛，十四岁时被抓壮丁，转送杨虎城部队陕西警备二旅第四团当兵。1935年，罗少伟在柞水县营盘参加起义，不久编入何振亚（继周）领导的陕南抗日第一军，后来部队北上编为红十五军团。
1937年9月，罗少伟加入中国共产党。在部队历任班长、排长、连长、营长、副团长、团长、副师长等职。1940年，罗少伟所在部队开赴山东抗日前沿。在夜袭曹县韩村集的日军时，他带领一个侦察员，干掉敌哨兵后，独自爬到日军指挥所的房顶，将手榴弹投进室内，炸毁敌指挥部。经过一夜激战歼灭敌军107人。这一胜利后不久，罗少伟由连长提升为营长。
1942年，罗少伟调冀鲁豫军区学习。日军包围了学校，他同六个战友被俘。在狱中，他带领战友杀死敌哨兵成功逃离，在抗击敌人的追击中，一名战友壮烈牺牲，罗的头部亦负重伤。军区司令员杨得志在全军通报表彰，号召根据地全体军民"向罗少伟学习"！1944年，罗少伟调回陕北，担任教导旅第一团团长。
1946年2月，为了在延安迎接调处国共双方关系来访的美国总统特使乔治·马歇尔，党中央特地指示南泥湾的教导旅一团组织一支仪仗队，由团长罗少伟任队长，魏志旺任教导员，从全团精选五百名年轻、精悍、军事素质好的战士，编为三个连。8月，罗少伟率部队偷渡无定河，歼敌800余人，胜利完成了迎接王震南下支队北返延安的任务。王震赞扬说：“有这样的部队，我可以再打一个来回。”
1947年3月，胡宗南指挥20万大军围攻陕甘宁边区。罗少伟率领教导旅一团分三道防线阻击敌人，浴血奋战七昼夜，为保卫党中央、保卫延安立下了不朽的功勋。
1949年，罗少伟被任命为中国人民解放军第二兵团六军第十六师副师长，随王震进驻新疆剿匪，十六师奉命进驻哈密。同年11月罗少伟率部在甘肃酒泉作短暂停留后便继续挥师西进，连夜兼程，乘汽车赶到新疆哈密。
1950年春天，新疆广阔的草原上，惯匪乌斯曼和国民党军事委员会中将参议、哈密专员尧乐博斯，在前美国迪化领事马克南的支持下，纠集了一撮分裂反动势力、间谍特务，进行公开叛乱，武装抢劫。4月1日，在从了墩到七角井检查部队防务的途中，罗少伟和机要秘书李玉庆、参谋马玉章、报务员宋万成、警卫员杨状员遭遇40余名叛乱分子袭击，均不幸牺牲。罗少伟时年仅32岁。

## 注脚
1. 1 2 3 4 5 6 7 8 9 10  .   [2014-06-06]. （原始内容存档于2014-06-07）.
2. 1 2 3 4 5 6 7 8  .   [2014-06-06]. （原始内容存档于2019-07-22）.